# Břehy (Týn nad Vltavou)
Břehy jsou malá vesnice, část města Týn nad Vltavou v okrese České Budějovice. Přes osadu vede cyklotrasa č.1079 Hluboká nad Vltavou – Týn nad Vltavou, která je součástí Vltavské cyklistické cesty.

## Historie
První písemná zmínka o domech na Březích (tehdy uváděno na Břehách) pochází z roku 1828.

## Pamětihodnosti
- bývalý hostinec, dům čp. 14

## Významné osobnosti
- František Tesař (básník) – rodák, básník, archeolog, vlastivědný pracovník, publicista a ředitel muzea v Týně nad Vltavou (1910–1978)

## Obraz v kultuře
František Tesař zachytil pověst Jak Bosák hledal poklad, ve které je zmíněna starší pověst O pokladu na rybárně.